# Campus délocalisés de l'Institut d'études politiques de Paris
Les campus délocalisés de l'Institut d'études politiques de Paris sont les campus régionaux thématiques de Sciences Po installés dans plusieurs villes de France autres que Paris dans les années 2000. Appartenant tous à l'Institut d'études politiques de Paris, ils forment le collège universitaire commun à toutes les entités. Ils ne doivent pas être confondus avec les autres Institut d'études politiques qui disposent d'un nom et statut propre (Institut d'études politiques de Lille, Institut d'études politiques de Lyon, etc.).
Le nombre d'étudiants sur chacun de ces campus varie entre 160 et 1 600, avec près de la moitié d'étudiants internationaux.

## Histoire
La politique de croissance de l'Institut d'études politiques de Paris à la fin des années 1990 sous l'impulsion de Richard Descoings met en tension le campus parisien de l'Institut. L'hôtel de Mortemart et ses extensions, notamment, ne permettent plus une augmentation du nombre d'étudiants. Le développement des campus délocalisés dans toute la France répond à la fois à une logique de rationalisation de l'utilisation de l'espace, mais aussi au souhait de développer des programmes thématiques au niveau du premier cycle. Il s'agit également de maintenir, au sein des campus délocalisés, des effectifs de petite taille afin de favoriser un esprit de groupe,.
Il est décidé que chaque campus offre ainsi une thématique civilisationnelle différente. Le premier campus créé, celui de Nancy, se spécialise dans les mondes germaniques. Centré sur le monde asiatique, un campus est ouvert au Havre, après que Rouen a été envisagé. Descoings présente les campus délocalisés comme « une sorte d'hybridation des classes préparatoires à la françaises et des Colleges of Liberal Arts des grandes universités américaines de l'Ivy League ».
Progressivement, plus d'étudiants suivent leur cursus sur les campus externes, avec une politique de délocalisation progressive du cycle licence de l'IEP dans les campus délocalisés. Le campus de Reims est choisi pour être le plus important campus délocalisé à terme.

## Compléments au site parisien
Les campus délocalisés accueillent les étudiants en 1re et 2e année, avant qu'ils n'effectuent leur année d'échange à l'international puis rejoignent le site parisien pour le cursus de master. Ils offrent des formations plus ouvertes sur l'international, spécialisées en vertu d'une zone géographique thématique, tout en gardant l'esprit non professionnalisant qui caractérise le premier cycle sciencepiste.
Toutes font partie du premier cycle proposé par l'IEP parisien, au même titre que la formation du campus de Paris. Le campus de Paris conserve l'enseignement du programme généraliste. Les étudiants des campus délocalisés disposent d'un taux d'encadrement plus élevé et d'un plus grand nombre d'heures de cours de langue étrangère.
Elles sont aussi situées dans des villes n'accueillant pas déjà un institut d'études politiques, ce qui dote la France d'un plus grand maillage en études de sciences politiques. Avec la délocalisation, les villes moyennes disposent d'éléments d'attractivité pour faire face à l'émergence des métropoles.
En 2019, les deux tiers des élèves admis au collège universitaire de l'établissement suivent leur scolarité sur l'un des campus délocalisés. 50 % des élèves sont d'origine étrangère. Les campus délocalisés ont été analysés comme un symbole des mutations du monde universitaire dans le cadre de la mondialisation.

## Spécialisations et localisations
Les différents campus délocalisés de l'IEP sont répartis à travers la France, chacun se consacrant à une partie du globe.
| Campus   | Année de création | Spécialisation géographique  | Nombre d'étudiants |
| -------- | ----------------- | ---------------------------- | ------------------ |
| Nancy    | 2000              | Relations franco-allemandes  | 300                |
| Dijon    | 2001              | Europe centrale et orientale | 200                |
| Poitiers | 2001              | Amérique latine              | 200                |
| Menton   | 2005              | Méditerranéen                | 300                |
| Le Havre | 2007              | Asie                         | 300                |
| Reims    | 2009              | Amérique du Nord; Afrique    | 1600               |

### Campus de Nancy
Le campus de Nancy a pour spécialisation les études franco-allemandes, avec un accent mis sur l'Union européenne dans son ensemble. Le cursus est trilingue (en français, anglais et allemand). Le campus se situe dans l'hôtel de la Mission Royale de Nancy, construit en 1743 par Emmanuel Héré.
Il propose deux doubles diplômes internationaux, avec l'University College London (UCL) ainsi qu'avec la Freie Universität Berlin. Il est dirigé par François Laval.
Le campus de Nancy est doté de 6 associations permanentes : le Bureau des élèves (BDE), le Bureau des sports (BDS), le Bureau des arts (BDA), Sciences Polémiques (SPK), la Junior Consulting et Sciences Po environnement (SPE).

### Campus de Dijon

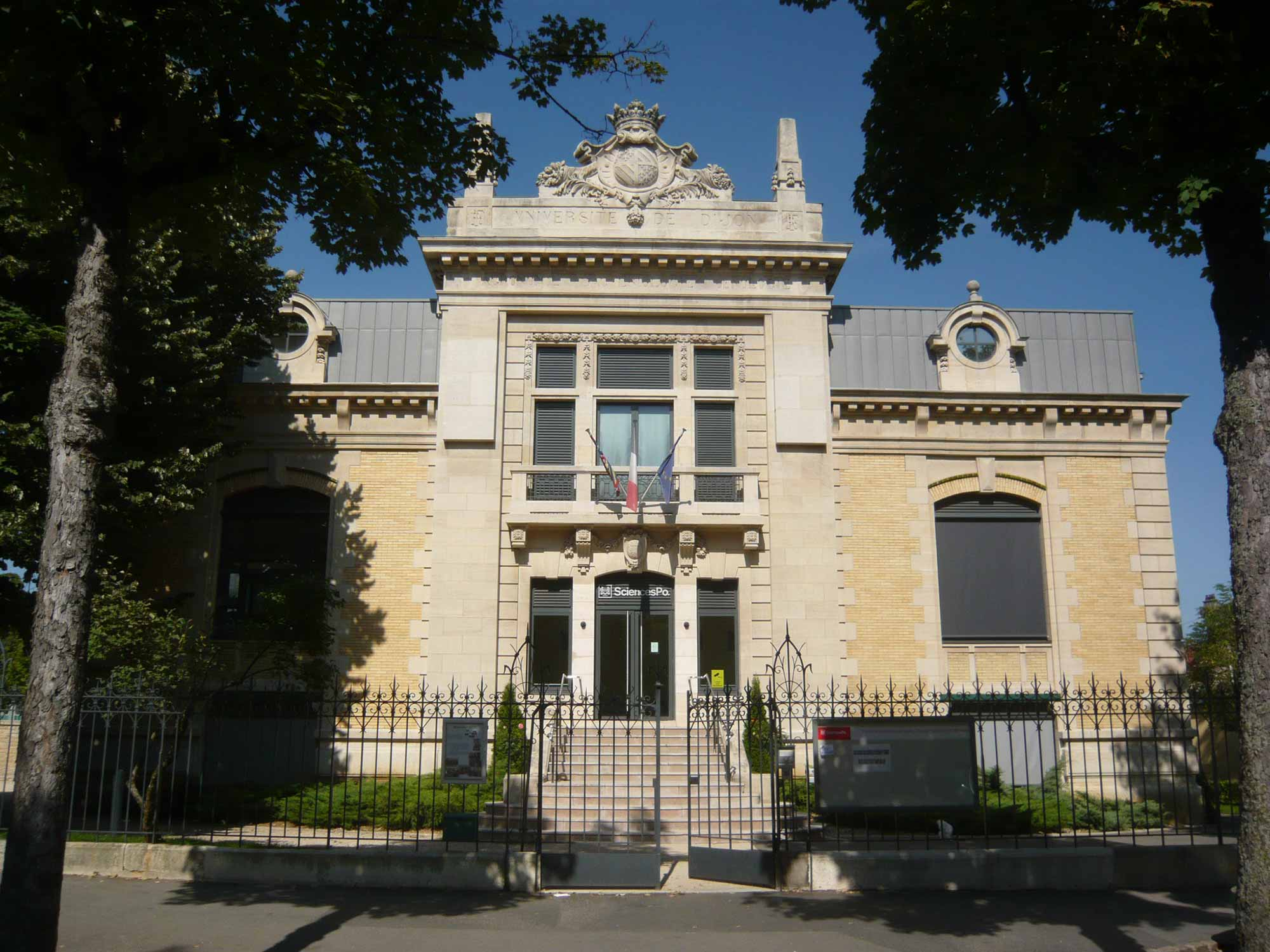
La façade du campus de Sciences Po Paris à Dijon.

Le campus de Dijon a pour spécialisation l'Union européenne et les pays d'Europe centrale et orientale. Son directeur est Lukáš Macek. Le campus se situe dans un pavillon marqué par le style Art nouveau.

### Campus de Poitiers
Le campus de Poitiers a pour spécialisation les études ibéro-latino américaines. Il loge dans un ancien monastère, occupé à partir du XIIIe siècle par des moines dominicains.

### Campus de Menton
Le campus de Menton  a pour spécialisation les études franco-arabes et franco-turques. Son directeur est Bernard El Ghoul jusqu'en août 2019. En janvier 2020, Yasmina Touaibia est nommée directrice du campus. Le campus est constitué de l'ancien hôpital Saint-Julien de Menton, construit en 1865.

### Campus du Havre
Le campus du Havre a pour spécialisation les études franco-asiatiques. Son directeur est Florent Bonaventure de septembre 2013 à  juin 2018. Vincent Fertey dirige le campus entre juillet 2018 et décembre 2021. Le bâtiment, contemporain, a été édifié par Pierre Champenois.

### Campus de Reims
Le campus de Reims se distingue des autres campus délocalisés en ce qu'il propose deux programmes distincts : le programme euro-américain, cursus anglophone, d'une part, et le programme euro-africain, cursus francophone, d'autre part. Le campus de Reims est implanté dans l'ancien collège des jésuites de Reims depuis 2010, classé monument historique. Sa directrice est Crystal Cordell.
Le campus de Reims propose 6 doubles cursus anglophones avec l'université Columbia, l'université de Berkeley, l'university of British Columbia (UBC), l'université nationale de Singapour (NUS), l'université de Hong Kong et l'université de Sydney. Il donne également accès à un double diplôme en sciences humaines et sociales et en sciences du vivant avec l'université de Reims, intitulé « Environnement et sociétés durables »".

## Évènements inter-campus
Un certain nombre d'évènements sportifs et culturels lient les campus entre eux.

### Collégiades
À l'image du Crit, les Collégiades — parfois appelées « minicrit » — opposent les campus délocalisés dans le cadre de compétitions sportives et artistiques durant plusieurs jours. Chaque année, un campus différent héberge cet évènement réunissant jusqu'à 1 300 personnes (à l'exception du campus parisien). L'édition 2019 est accueillie par le campus du Havre. L'édition 2022 est organisée sur le campus de Nancy. Le campus de Nancy est le campus ayant remporté le plus de victoires aux Collégiades depuis sa création.

### Prix Richard Descoings
Le prix Richard Descoings (PRD) est une compétition d'arts oratoires bilingue inter-campus. Chaque programme envoie deux candidats, un de langue française et l'autre de langue anglaise, en hommage à la création des campus et à l'internationalisation promue par Richard Descoings. Chaque candidat dispose d'environ 5 minutes sur un thème défini peu de temps auparavant, puis doit répondre aux questions du jury. Nadia Marik-Descoings est traditionnellement jurée d'honneur de ce prix.

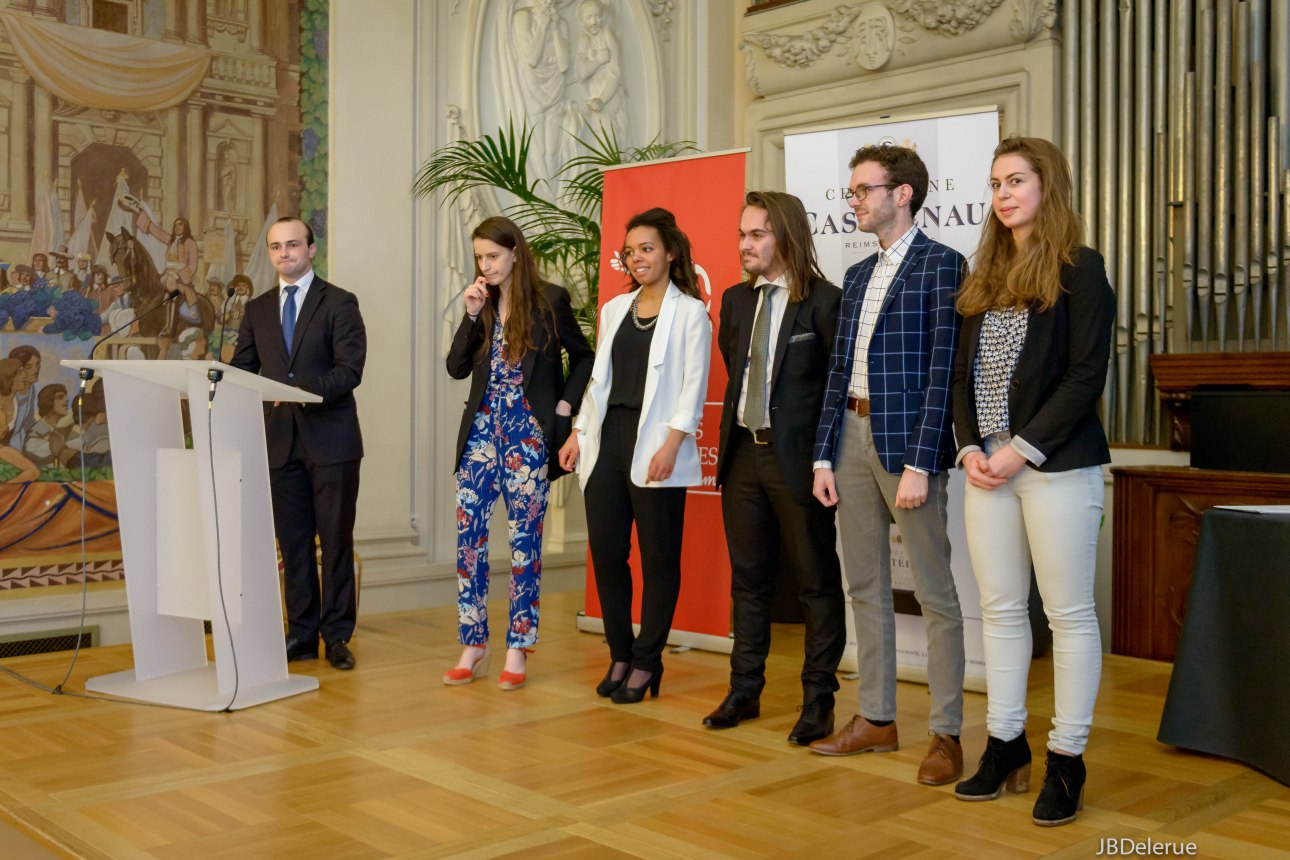
Première édition du prix Richard Descoings, mairie de Reims, en 2016.

Chaque année, un campus différent accueille le prix, selon un système de rotation. Les sélections des deux candidats sont menées au sein de chaque programme par les principales associations d'arts oratoires.
La première édition s'est tenue à Reims en 2016.